# 15630 Disanti
15630 Disanti è un asteroide della fascia principale. Scoperto nel 2000, presenta un'orbita caratterizzata da un semiasse maggiore pari a 2,3263243 UA e da un'eccentricità di 0,1140772, inclinata di 5,46384° rispetto all'eclittica.